# 石川日出鶴丸
石川 日出鶴丸（いしかわ ひでつるまる、1878年（明治11年）10月5日 - 1947年（昭和22年）11月8日）は、医師。専門は生理学、鍼灸治療。

## 経歴
1878年（明治11年）、代々医家を営む石川昌徹の五男として石川県射水郡（後に富山県小杉町を経て現射水市）に生まれた。富山県尋常中学校（富山県立富山高等学校の前身）、第四高等学校を卒業し、東京帝国大学医学部に進んだ。1903年（明治36年）、東京帝国大学医学部を卒業。
卒業後は、翌1904年（明治37年）より京都帝国大学医学部生理学教室の天谷千松の下で研究を続けた。1905年、京都帝国大学医学部助教授となった。1908年（明治41年）より4年間、文部省留学生として医学研究を命じられる。ゲッチンゲン大学の生理学者マックス・フェルボルン、ケンブリッジ大学の生理学者シエリントン、ペテルブルク大学の生理学イワン・パブロフ指導を受けて研究を行った。1912年（明治45年）に帰国し、京都帝国大学主任教授に昇進。
1944年、三重県立医学専門学校（三重大学医学部の前身）校長に就任。学校内に鍼灸療法科を設置した。1947年、脳溢血のため死去した。葬儀は三重県立医学専門学校で執り行われ、軍政部からも参列があり弔辞を受けている。

## 研究内容・業績

### 伝統医学（鍼灸治療）の護持
- 第二次世界大戦後、GHQは医療改革の中で従来の鍼灸治療を問題視していた[1]。1947年7月1日、石川はGHQ三重軍政部に呼び出され、鍼灸に関する15項目からなる質問書を手渡された[1]。石川が翌日7月2日に提出した回答書を見て軍医の態度は一変し、石川は7月7日に軍政部で鍼灸を披露した[1]。鍼灸存続運動により鍼灸治療の存続が認められることになったが、石川は存続運動のさなか脳溢血で倒れ、同年11月8日に亡くなった[1]。

## その他
- 1927年（昭和2年）、慶応義塾大学の加藤元一が「不減衰伝導学説」で帝国学士院賞を受賞した[2][3]際には、業績に対して異論を唱え、北村直躬（当時、京都帝国大学助教授）らとともに学士院長に公開（質問）状を送付した[4][5]。

## 家族・親族
石川家は清和源氏の流れを汲む代々の医家である。
- 祖父：華岡青洲の弟子であった。
- 父：石川乾（昌徹）。
- 息子：石川太刀雄も医師。医学博士。